# Diplommittelschule
Die Diplommittelschule (DMS) war ein allgemeinbildender Schultyp der Sekundarstufe II in der Schweiz und Vorgänger der Fachmittelschule (FMS).
Die Diplommittelschule entstand aus der Höheren Töchterschule. Fokus lag auf Allgemeinbildung und musische Bildung.
Die Dauer der Ausbildung betrug, je nach Kanton unterschiedlich, 2 bis 3 Jahre. Bei Schulabschluss erhielt der Absolvent ein eidgenössisch – schweizweit – anerkanntes Diplom, das den Zugang zu verschiedenen Höheren Fachschulen und Fachhochschulen ermöglichte, jedoch keine Maturität war und damit auch kein Studium an Universitäten zuliess.
Konkret diente die DMS als Vorbereitung für Berufsausbildungen, die einerseits nicht direkt nach Abschluss der Sekundarstufe I durch eine Berufslehre realisiert werden konnten, andererseits auch damals keine Matura verlangten, wie Krankenschwester, Kindergärtner oder Primarlehrer. Die Schülerschaft war grossmehrheitlich weiblich.
Die Diplommittelschulen, wie auch die fachspezifische Wirtschaftsdiplomschule (WDS) waren zuletzt umstritten. Kritiker argumentierten, dass sich die Diplomschulen neben den Kantons- und Berufsmittelschulen erübrige. Sie wurde schliesslich in den 2000er Jahren nach und nach durch die ähnlich strukturierte Fachmittelschule ersetzt.